# Les Brigands
Pour les articles homonymes, voir Les Brigands.
Les Brigands (Die Räuber, en allemand) est la première pièce de Friedrich von Schiller. C'est l'une des œuvres emblématiques du mouvement littéraire allemand Sturm und Drang. Elle a été créée le 13 janvier 1782 à Mannheim, où elle fit une forte impression.

## Argument
La pièce met en scène le comte Maximilian von Moor et ses deux fils, Franz et Karl. Maximilian aime profondément Karl, élève rebelle mais charismatique tandis que Franz, le cadet, apparaît comme un méchant froid et calculateur, qui complote pour dépouiller Karl de son héritage. La jalousie qu'éprouve Franz pour son frère le pousse à mentir à son père sur le comportement de Karl, parti étudier à Leipzig. Face aux accusations de vols et de luxure, Maximilian répudie son fils. Cette nouvelle conduira Karl à former, avec ses amis, un groupe de brigands et, à travers cette troupe, remettre en question les notions de légalité et de légitimité. Le développement de la pièce révèle la complexité des motifs de Franz, ainsi que la complexité de l'innocence et de l'héroïsme de Karl.

## Spectateur célèbre
L'écrivain russe Fiodor Dostoïevski assista à une représentation de cette pièce à Moscou, alors qu'il n'était âgé que d'une dizaine d'années. La pièce le marqua fortement : « Lorsque j'avais dix ans, je vis à Moscou, une représentation des Brigands de Schiller avec Motchalov, et je vous affirme que l'énorme impression que je subis alors exerça une féconde influence sur mon univers spirituel. »

## Adaptation
En 1847, Giuseppe Verdi l'adapta en opéra sous le titre I masnadieri, sur un livret de Andrea Maffei.